# Азербайджанский фольклор

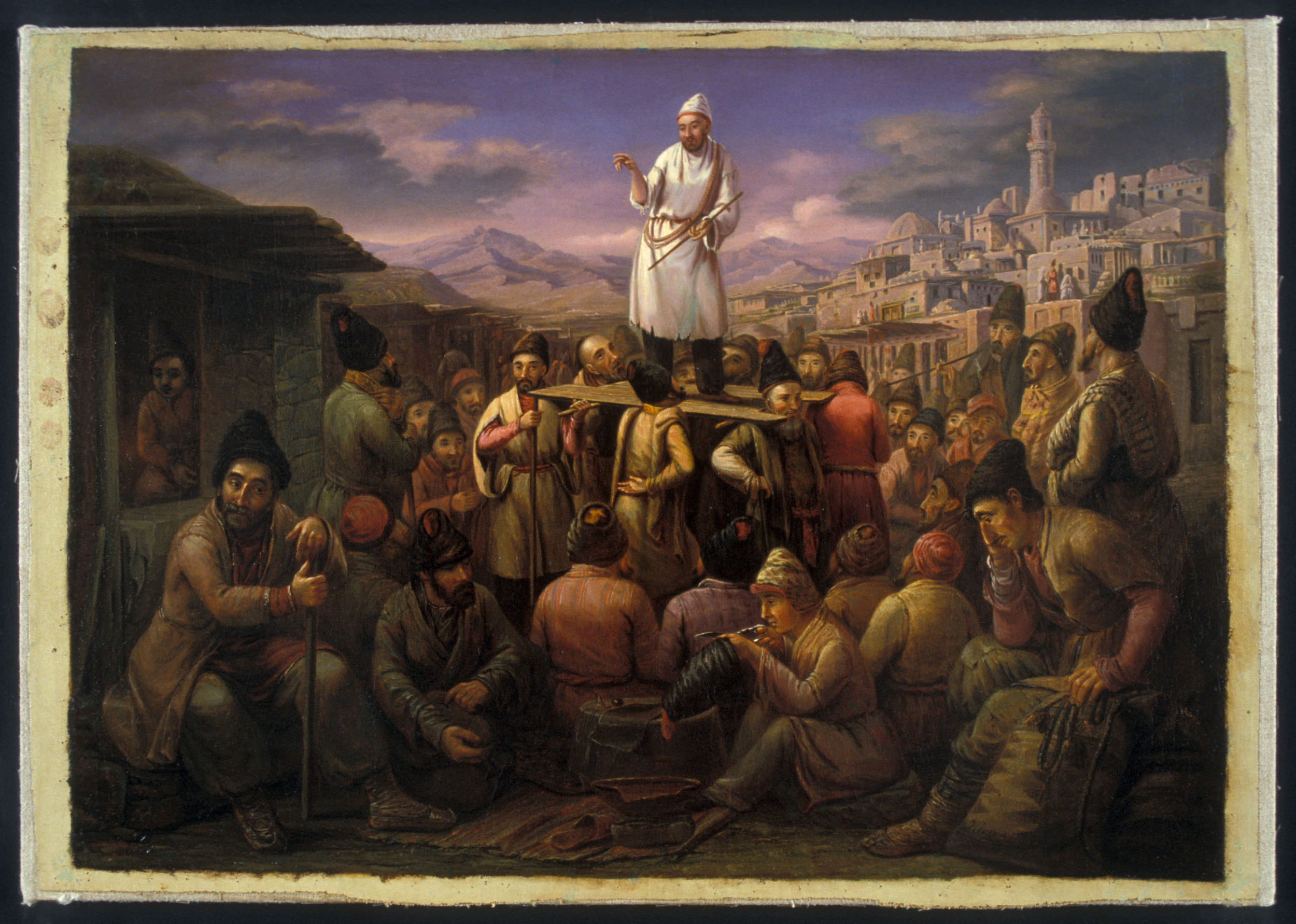
Рассказчик в Баку. Август Вильгельм Кизеветтер (1811—1865).

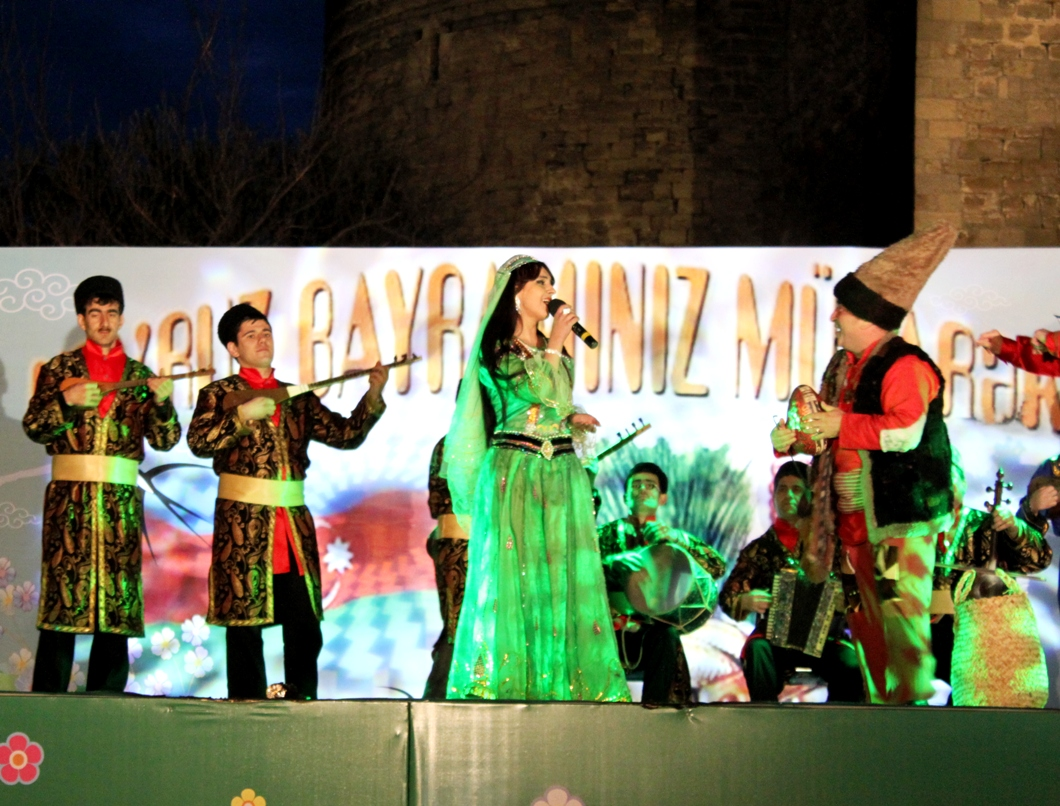
Народное театрализованное представление «Коса ве гелин» (коса и невеста) во время фестиваля Новруз в Баку

Азербайджанский фольклор (азерб. Azərbaycan folkloru) — устное народное творчество азербайджанского народа, представленное трудовыми, обрядовыми и бытовыми песнями, легендарными, любовными и историко-героическими эпическими произведениями (дастанами), сказками, юморесками (лятифа), пословицами, поговорками, загадками. Такие дастаны, как «Кёроглы», «Асли и Керем», «Ашик-Гариб», «Шах Исмаил» занимают основное место в азербайджанском фольклоре. Многие из них связаны с историческими событиями и отражают патриотические и гуманистические чувства народа.

## История
Для обогащения литературного языка Насими широко пользовался притчами, изречениями, примерами, идиомами и т. д. из народно-разговорного языка и устного народного творчества.
Персидский историк Искандер Мунши использовал большое количество стихов и идиоматических выражений, часть которых написана на его родном языке — азербайджанском.

## Искусство ашугов
Искусство азербайджанских ашугов считается символом национальной идентичности и хранителем азербайджанского языка, литературы и музыки. Ашуги в Азербайджане всегда выражали чувства народа, воспевали преданность к своей родине.
Ашугское творчество, является свободным, отличается весьма широким и разнообразным содержанием, включающем в себя эпические дастаны, песни, воспевающие свободу и героизм народа, а также дружбу и любовь.
Музыкально-поэтическое творчество ашугов занимает заметное место в профессиональной устной традиции азербайджанской музыки.
В 2009 году искусство азербайджанских ашугов было включено в репрезентативный Список нематериального культурного наследия ЮНЕСКО. Среди памятников народной поэзии преобладают лирические стихи баяты и гошма. А начиная с XVI—XVII вв. записываются произведения народных певцов-ашугов, которые и являлись основными создателями народной поэзии. До настоящего времени дошли произведения таких ашугов, как Гурбани, Сары-ашуг, Аббас Туфарганлы, Ашуг Валеха и др. Среди азербайджанских ашугов конца XIX—XX вв. можно назвать Алескера, Гусейна Бозалганлы, Асада Рзаева, Мирзу Байрамова, Шамшира Годжаева, Ислама Юсифова, Гусейна Джавида, песни которых очень популярны.

## Сказки
Азербайджанские сказки, произведения устного творчества азербайджанского народа. Они разнообразны по содержанию и богаты по своей форме. В азербайджанских сказках отображаются героическое прошлое азербайджанского народа, его борьба против местных и иноземных поработителей, духовно-моральные и общественно-философские взгляды. Сказки донесли до наших дней древнейшие народные традиции и обычаи местного народа. В них запечатлены картины природы Азербайджана, его зеленые луга и пастбища, горы, журчащие реки, цветущие сады и многое другое.
По своей сути и по содержанию азербайджанские сказки условно делятся на три вида: «сказки о животных», «сказки о простых людях» и «волшебные сказки».

## Легенды
В процессе формирования азербайджанской прозы одним из жанров, занимающих особое место, являлись предания. В преданиях имеет место своеобразие историческая правда прошлого и настоящего, конкретность присущая художественному сознанию. Действие в преданиях охватывают конкретные исторические факты и события, и заканчиваются предания нравоучительной концовкой.
Азербайджанские предания делятся на 3 вида:
Нравственно — поучительные.
Топонимические предания.
Религиозные предания.
Если в первой группе предания преследуют цель привития нравственно — поучительных качеств, то вторая группа, в основном, возникла в связи с жизнью народа, их бытом, в связи с названиями рек, гор, деревень, и т. д.
С этой точки зрения можно привести в пример предания, связанные с горой Бешбармаг (5 пальцев), Пирабджабар, Сельджабар, Пирсаат.
В третьей группе преданий также привлекает внимание нравоучительная концовка. В их числе есть предания связанные с отдельными пророками, священными очагами, с конкретными событиями и фактами, касающимися ахундов (религиозный служитель) и гази (участники войны). Например, предания связанные с пророком Сулейманом, можно отнести к самым интересным преданиям третьей группы.
Одной из самых известных легенд Азербайджана являются легенды о Девичьей Башне («Гыз галасы»). Существует множество сказаний и преданий связанных с сооружением данной башни.

## Песни
Песенное творчество, отражает различные стороны жизни народа. Оно включает в себя песни трудовые («Зехметин ишыги» — «Лучи труда», «Бичинчи негмеси» — «Песня косаря», и др.), исторические («Гачаг Наби», «Пияда Кёр-оглы» — «Пеший Кёр-оглы», и др.), лирические («Бу гелен яра бензер» — «Ты похожа на возлюбленную», «Ай, бэри бах» — «Глянь сюда», «Галанын дибиндэ» — «У подножия крепости», «Ай, лачын» — «О, сокол», «Сары Гялин» — «Златовласая невеста» и др.), обрядовые («Эй, лалла» — свадебная, и др.), шуточные («Ери, ери» — «Иди, иди», и др.) и др. Мелодика песен почти всегда характеризуется нисходящим движением, вариантным развитием заглавных попевок. Исключительно богата метроритмика песен, подчинённая тактовым размерам — 6/8, 3/4, 2/4. Песни исполняются соло, реже — хором (в основном в унисон).

## Дастан
эпического мышления тюркских народов, а также основным фактором, связывающим ашугское творчество и устную народную литературу. В дастане поэзия и проза составляют единство. По этой причине, дастан считается не только эпическим, но и лирическо-эпическим произведением.
Дастан делится на 2 группы:
Одним из известных и распространённых среди азербайджанского народа являются дастаны «Китаби-Деде Горгуд», «Кёроглу», «Беглый Наби», «Беглый Керем», «Саттархан»,"Асли и Керем", «Тахир и Зохра», «Аббас и Гюльгез», «Шах Исмаил», и др.

## Пословицы
Барана вешают за баранью ногу, козла — за козлиную.

Беда на голову с языка валится.

Беда не приходит одна.

Без мужа женщина, что лошадь без узды.

Без петуха и утро не настанет.

Белую стену в любой цвет выкрасишь.

Благочестие не к бороде пристало, а то и коза бы священником стала.

Близкий сосед лучше дальнего родственника.

Бог в дымоход ничего не бросит — сам заработай.

Бойся осени — за нею зима; не бойся зимы — за нею весна.

Боль забывается, привычка — нет.

Будь рабом совести и господином воли.

Будь слугой совести и хозяином воли.

Была бы луна со мной, а на звезды — плевать.

Без беды и друга не знаешь.

Без кота мышам масленица.

Без муки нет науки.

Без огня дыма не бывает.

Без отца — полсироты, а без матери — вся сирота.

Без труда мёда не поешь.

Бережёного и бог бережёт.

Ближняя солома лучше дальнего сенца.

Близкий сосед лучше дальней родни.

Бодливой корове бог рог не даёт.

Больше слушай, меньше говори.

Большому кораблю большое плавание.

## Загадки
Загадки, один из интереснейших жанров, возникших путем художественного претворения видимых и невидимых черт многих жизненных фактов и событий.
История зарождения загадок связана с очень древними временами. В книге М. Кашгари «Дивани-люгати-ит тюрк» (Словарь тюркских языков, XI век) говорится о зарождении загадок в тюркских кланах под названием «Табзуз». У тюрков загадки именуются и как «билмеджа», «тапышма», «тапмаджа» «матал», «ушук» и т. д.
Азербайджанские загадки :
Против солнца сильна,
Против ветра слаба,
А сама незряча —
Нету глаз, а плачет.
(Туча)
Днем и ночью начеку,
На лету да на скаку,
Он на мельнице хозяин
И работник на току.
(Ветер)
В небе начинается,
На земле кончается
(Дождь) 
В колодец дяденька свалился,
Да ушами зацепился.
(Кинжал в ножнах)
У неё печалей нет,
Я иду — она вослед.
(Тень)
Есть арбуз, в нём зерён нет,
А вместит весь белый свет.
(Глобус) 
Приучается к труду,
Копит загодя еду,
Спит всю зиму напролет.
Кто его мне назовёт?
(Муравей)
День и ночь идет девица -
Ей нельзя остановиться.
(Река)
Голубой атлас,
Дорогой атлас,
А посередине —
Золотистый таз.
(Небо и солнце) 